# Mills Darden
Mills Darden (Rich Square, 7 ottobre 1799 – Lexington, 23 gennaio 1857) è stato un contadino statunitense.
Conosciuto principalmente per la sua combinazione equilibrata di peso e altezza, si trova al settimo posto nella lista delle 10 persone più pesanti nella storia.

## Biografia
Figlio unico dei contadini John e Mary Darden, fin dall'infanzia soffrì di obesità e gigantismo e in poco tempo raggiunse un'altezza di 229 centimetri e un peso di 462 chili. Il peso che aveva gli diede inoltre un indice di massa corporea di 74
Ciononostante non ebbe mai difficoltà nella vita, si sposò ed ebbe 7 figli.
La moglie, Mary, morì nel 1837 all'età di soli 40 anni.
Per un breve periodo divenne anche il proprietario di un saloon.

### Morte
Darden morì nel 1857 all'età di 57 anni e oggi riposa nel cimitero di Henderson accanto alla moglie Mary.
La sua tomba è stata recentemente restaurata dalle autorità locali.